# 湯上響花
湯上 響花（ゆがみ きょうか、2001年4月12日 - ）は、日本のファッションモデル。千葉県柏市出身。所属事務所はホリプロデジタルエンターテインメント。現在は東京都在住。
熱盛祭中のPopteen専属モデルオーディションにて、特別賞（のあにゃん賞）に選ばれPopteenレギュラーモデルデビューを果たす。

## 略歴
2017年7月14日、「高1ミスコン」セミファイナリストになる。
2018年、『Popteen』専属モデルオーディションに応募。決勝まで残り、熱盛祭での公開オーディションに参加することになる。
2018年8月9日、熱盛祭での専属モデルオーディションにてグランプリを逃す（グランプリは平野夢来）。しかし、特別賞として急遽追加された「のあにゃん賞」に選ばれpopteenレギュラーモデルデビュー（なちょす賞は一ノ瀬陽鞠）。「ゆらひまきょう」の同期組は仲がいい。
第1次Popteenカバーガール戦争に出演。結果はゆあてぃー、あいりるの専属昇格となる。
2019年3月、『Popteen』4月号付録なし版にてポプ戦メンバーでの表紙に起用。第2次Popteenカバーガール戦争に出演。
2019年5月17日、ポプ戦内のグループ分けにて一ノ瀬ひまりと共に脱落
2019年5月26日、次世代バトル（ラインライブ）において一位を獲得、下克上を果たす
2019年7月1日、『Popteen』8月号にてデコGAL のピン企画を得る。
2019年7月19日、第2次ポプ戦の最終回にて専属モデルへの昇格決定（ゆなたこ、あやみんと同期）。
2019年8月1日、『Popteen』9月号にて史上初のアンケート四冠達成。好きなモデルランキングも1位を獲得。
2019年8月9日、第2次ポプ戦攻略本発売。ポプ戦メンバーと表紙を飾る。
2019年8月30日、『Popteen』10月号にて正式に専属モデルデビュー。そして初の本誌表紙を飾る（メンバーはきょうきょう、あいりる、ゆあてぃー、リコリコ、のんのん、あやみん）。
2020年3月、中央大学経済学部に合格。
2020年12月1日、『Popteen』1月号をもってPopteenを卒業することを発表。
2024年9月、中央大学を卒業。

## 人物
本人曰く、自分は「10歳ぐらいからギャル」。そしてずっと自分で自分のことを「地球を良くするために生まれてきた宇宙人」という感じで思っているとのことで、悲しいことなど何かあったら仲裁したくなるほどだという。

## 出演

### 雑誌
- Popteen（専属モデル[9]）、2019-2020）
- 週刊FLASH（2022年1月）
- anan（2022年2月）
- non-no（2022年10月）

### バラエティ
- しゃべくり007（2020年3月16日、日本テレビ）
- 東大王（2021年6月30日、TBS）
- ローモバアイドルチャレンジTV season3 MC（2021年8月-9月、チバテレ）
- 上田と女が吠える夜（2022年4月20日、8月17日、日本テレビ）
- 所さんの目がテン!（2023年10月 - 、日本テレビ)
- 踊る!さんま御殿!!（2025年3月4日、日本テレビ)[10]

### 情報番組
- アッコにおまかせ!（2020年5月17日  - 9月） - 準レギュラー
- 堀潤モーニングFLAG（2021年4月 - 8月、TOKYOMX）
- 淳と理央と潤の訊きたい選挙FLAG〜都議選2021〜（2021年7月、TOKYOMX）

### ドラマ
- 少年のアビス 第1話（2022年9月1日、MBS毎日放送）
- バツイチがモテるなんて聞いてません（2023年2月24日 - 、MBS毎日放送）-牧瀬夢乃 役

### ラジオ
- RED RIBBON LIVE（2022年6月1日、11月28日、TBSラジオ）
- Zα解体新書feat.ギャル語で爆語りTV（2024年7月6日 - 、山梨放送）[11]
- BAYFM it!!（2025年5月、ベイエフエム）※火曜日の代打パーソナリティ[12]

### ウェブテレビ
- SPRAY! #日本を塗り替えろ（2020年6月27日 - 2021年3月30日、ABEMA）[13]
- ABEMAヒルズ（2022年 - 、ABEMA）

### イベント
- 大阪防災啓発イベント【うめきた防災のチカラ】メインMC（2022年3月）
- シギノ産官学万博企画会議【EXPO PLL Talks】MC・ナビゲーター

### モデル
- Diane Perfect Beauty Webモデル（2022年）